# Emma Junaro
Emma Rosario Junaro Durán (Oruro, 1 de noviembre de 1953), es cantante y compositora, exponente de la denominada nueva canción latinoamericana en Bolivia y bailarina. Es docente de canto moderno y popular en el Conservatorio Plurinacional de Música de Bolivia.

## Trayectoria
Junaro estudió la carrera de Sociología en la Universidad Mayor de San Andrés, lo que marcó su trayectoria profesional y su sensibilidad con temas sociales. Por el interés en temáticas sociales, formó parte del movimiento de la Nueva Canción Boliviana. 
Su debut artístico fue en el Teatro Municipal de Oruro, cuando tenía 17 años. Ganó uno de sus primeros premios junto al compositor Jesús “Jechu” Durán, en el primer Festival universitario de la Canción Social realizado el año 1980. Su primer disco fue Resolana, editado por el sello discográfico Campo. Este trabajo cobró popularidad por el tema principal del mismo nombre. Fue un hito de la música popular y reflejó características de la personalidad y estilo de la cantante.
Después de haber realizado varias giras en Latinoamérica y Europa, dedicó un tiempo al estudio de canto en Montevideo, Uruguay, con la maestra de canto lírico Nelly Pacheco. En 1983 presentó su segundo disco, Emma Junaro en Vivo, grabado en el Teatro municipal Alberto Saavedra Pérez de la ciudad de La Paz.  
En 1985 culminó sus estudios de canto en Montevideo con la grabación del disco Si de amor se trata... que fue producido y dirigido Fernando Cabrera. También contó con los arreglos musicales de Bernardo Aguerre y Carlos Da Silveira. Este disco fue presentado en Bolivia fusionando canto popular y danza contemporánea.
Fernando Cabrera y Emma Junaro trabajaron nuevamente en la grabación del disco Mi corazón en la ciudad, que constituye un homenaje a la obra de la poeta y compositora Matilde Casazola.
En 1993 presentó el disco El Paraguas dedicado a la obra del poeta francés Georges Brassens Este trabajo fue dirigido por el músico Daniel Pérez y fue realizado junto a destacados músicos como el violinista Armando Vera, el saxofonista Álvaro Montenegro y la guitarra y voz de Willy Claure. 
Su siguiente trabajo, el disco Entre dos silencios contiene obras compuestas por Cergio Prudencio. En el 1999 los hermanos Junaro se reúnen para grabar un disco con composiciones de los tres. El año 2006 se reúnen nuevamente para dar vida al disco Generaciones, tu semilla.
El Director norteamericano David Handel la dirigió junto a la Orquesta Sinfónica de Bolivia, interpretando obras de compositores bolivianos como la composición Quiero ser libre contigo de Jaime Junaro.
Inauguró el Festijazz Bolivia en su edición del año 2011. En esta ocasión se presentó junto al arreglista Jorge Villanueva y las cantantes Vero Pérez y Melo Herrera. El 2012 cantó en el concierto Música de películas, dirigida por Willy Pozadas junto a la Orquesta Sinfónica Nacional. Presentó Tres canciones de Matilde Casazola con la Orquesta de Guitarras del Conservatorio Nacional de Música, dirigida por Marcos Puña el 2013. 
Forma parte del dúo Emma Junaro & Marcos Puña, con quien realizó la grabación del disco Obras maestras de Compositores bolivianos del siglo XX. Este trabajo cuenta con arreglos de Marcos Puña, César Junaro, Nicolás Suárez y Ernesto Gutiérrez.
Incursionó en el teatro, la danza contemporánea y el cine. Como actriz, formó parte del elenco en la película Los hermanos Cartagena que se filmó el año 1985 y fue dirigida por el director Paolo Agazzi, interpretando el papel de Rosario. Diez años después interpretó la canción Para recibir el canto de los pájaros, que fue el tema central de la película del mismo nombre dirigida por el cineasta Jorge Sanjinés y musicalizada por Cergio Prudencio.

## Discografía
- Resolana (1981)
- Emma Junaro en vivo (1983)
- Si de amor se trata… (1986)
- Mi Corazón en la ciudad (1987)
- El Paraguas (1993)
- Para recibir el canto de los pájaros (1995)
- Entre dos silencios (1997)
- Tu semilla, junto a Jaime y César Junaro (1999)
- Agua Vida (2003)
- Generaciones, tu semilla (2006)